# Мост (фильм, 1959)
«Мост» (нем. Die Brücke) — кинофильм режиссёра Бернхарда Викки, снятый в 1959 году по одноименному роману Грегора Дорфмайстера (выпустил под псевдонимом Манфред Грегор).
В советском кинопрокате шёл в 1962 году под названием «Тяжелая расплата».

## Сюжет
События фильма происходят в маленьком немецком городке в последние дни Второй мировой войны. Гитлеровская армия терпит поражение за поражением, скоро в городе могут оказаться американские войска. В такой ситуации нацисты идут на крайние меры, пополняя свои резервы школьниками, взятыми прямо из-за парт. Они призывают и семерых друзей-одноклассников, которые с восторгом воспринимают возможность отличиться. Однако голос разума подсказывает начальству, что лучше этих юнцов не бросать в мясорубку, поэтому их оставляют охранять мост, не имеющий никакого стратегического значения. Впрочем, вскоре так выходит, что они остаются последним препятствием на пути американских войск…

## Интересные факты
- Фильм был снят в баварском городе Кам. Сам мост был назван в честь Флориана Гайера, в 1994 году он был разрушен и на его месте возвели новый[1].
- Ни один танк из показанных в фильме не был настоящим. К 1959 году бундесвер ещё только начал формироваться и ещё не имел танков вовсе. Бернхард Вики вышел из положения, смонтировав деревянные модели на автомобильных шасси[1].
- 336-я пехотная дивизия вермахта, в которой по сюжету служили ребята, на самом деле в 1945 году уже не существовала, окончив свои дни в мае 1944 года в Севастополе[2].
- Кадры из фильма часто демонстрируются как кинохроника военных лет. Например, в советском телефильме «Семнадцать мгновений весны» (серии 7, 8).
- В 2008 году немецкий кинорежиссёр Вольфганг Панцер снял одноимённый ремейк.
- Оригинальный роман по большей части является автобиографией самого Грегора: 1 мая 1945 года Грегор (которому тогда было 16 лет) и ещё семь мальчиков были поставлены на охрану входного моста Бад-Тёльца от войск Союзников. В течение этого дня из 8 мальчиков погибли пятеро. Грегор сбежал на следующий день, в то время как два оставшихся продолжали оборонять мост. Позже Грегор вернулся к мосту и обнаружил, что они тоже убиты.

## В ролях
- Фолькер Бонет — Ханс Шольтен
- Фриц Веппер — Альберт Муц
- Михаэль Хинц — Вальтер Форст
- Франк Глаубрехт — Юрген Борхерт
- Карл Михаэль Бальцер — Карл Хорбер
- Фолькер Лехтенбринк — Клаус Хагер
- Гюнтер Хоффман — Зиги Бернхард
- Кордула Трантов — Франциска
- Вольфганг Штумпф — Штерн
- Эдит Шульце-Веструм — мать Зиги Бернхарда

## Награды и номинации

### Награды
- 1960 — Премия «Золотой глобус»
  - Лучший иностранный фильм
- 1960 — Премия «German Film Awards»
  - Лучший фильм (Challenge Award «Golden Bowl»)
  - Лучшая режиссура — Бернхард Викки
  - Лучшая музыка — Ханс-Мартин Маевски
  - Лучшая актриса второго плана — Эдит Шульце-Веструм
  - Лучший молодой актёр / актриса — Кордула Трантов
- 1989 — Премия «German Film Awards»
  - Специальная награда в честь 40-летия ФРГ — Бернхард Викки
- 1960 — Кинофестиваль в Мар-дель-Плата
  - Лучший фильм — Бернхард Викки
  - Приз ФИПРЕССИ — Бернхард Викки
- 1961 — Премия Национального совета кинокритиков США
  - Лучший иностранный фильм

### Номинации
- 1960 — Премия «Оскар»
  - Лучший иностранный фильм